# Tarzan na Manhattanie
Tarzan na Manhattanie (ang. Tarzan, 2003) – amerykański serial przygodowy zrealizowany na podstawie cyklu powieści Edgara Rice’a Burroughsa o przygodach Tarzana. Wyprodukowany przez Laura Ziskin Productions, The Gerber Co. i Warner Bros. Television.
Światowa premiera serialu miała miejsce 5 października 2003 roku na kanale The WB. Ostatni odcinek został wyemitowany 23 listopada 2003 roku. W Polsce serial nadawany był na kanale TVN 7.

## Obsada

### Główni
- Travis Fimmel jako John „Tarzan” Clayton
- Sarah Wayne Callies jako Jane Porter
- Miguel A. Núñez Jr. jako Sam Sullivan
- Leighton Meester jako Nicki Porter
- Lucy Lawless jako Kathleen Clayton
- Mitch Pileggi jako Richard Clayton

### Pozostali
- James Carroll jako Howard Rhinehart
- Fulvio Cecere jako detektyw Gene Taylor
- Marcus Chait jako Gary Lang
- Joe Grifasi jako Scott Connor
- Tim Guinee jako Donald Ingram
- Johnny Messner jako detektyw Michael Foster
- Douglas O’Keeffe jako Patrick Nash
- David Warshofsky jako szeryf Tim Sweeney

## Spis odcinków
| N/o            | Tytuł angielski          |
| -------------- | ------------------------ |
|                |                          |
| SERIA PIERWSZA |                          |
|                |                          |
| 01             | Pilot                    |
|                |                          |
| 02             | Secrets and Lies         |
|                |                          |
| 03             | Wages of Sin             |
|                |                          |
| 04             | Rules of Engagement      |
|                |                          |
| 05             | Emotional Rescue         |
|                |                          |
| 06             | Surrender                |
|                |                          |
| 07             | For Love of Country      |
|                |                          |
| 08             | The End of the Beginning |
|                |                          |